# Emilia Dragieva
Emilia Dragieva, född 11 januari 1965, är en bulgarisk före detta friidrottare som tävlade i höjdhopp.
Dragieva deltog vid ett internationellt mästerskap nämligen inomhus-VM i friidrott 1987 då hon slutade på en bronsplats efter att ha klarat 2,00. Hon blev slagen av landsmannen Stefka Kostadinova och tyskan Susanne Beyer.